# Zelleromyces alveolatus
Zelleromyces alveolatus è un fungo appartenente alla famiglia delle Russulaceae. 
Questa specie fu classificata inizialmente dai micologi Rolf Singer e Alexander Hanchett Smith. In seguito riclassificata da Jim Trappe, Teresa Lebel e Michael Castellano nel 2002.